# Vanderwulpia sororcula
Vanderwulpia sororcula là một loài ruồi trong họ Tachinidae.